# ひまわり証券
ひまわり証券株式会社（ひまわりしょうけん）は、インターネット上でFX取引（外国為替証拠金取引）や取引所CFD取引を提供する日本の証券会社。本社は東京都千代田区丸の内に置く。株式会社ISホールディングスグループの一員。
日本で初めてFX取引（外国為替証拠金取引）や日経225先物取引、差金決済取引（CFD取引）を個人向けに提供した、金融デリバティブ取引のパイオニアである。

## 概説
1998年（平成10年）4月1日の『外国為替及び外国貿易法（外為法）』改正によって、銀行以外の機関でも外国為替の取引を扱えるようになったことを受け、同年10月8日に同社の前身であるダイワフューチャーズ株式会社で外国為替証拠金取引（FX取引）を日本国内で初めて個人投資家に提供した。FX取引は2000年代に入って急成長を遂げ、取引金額の増加に伴って個人向け金融商品として不動の地位を確立した。同社は、初めて個人投資家からFX取引を受注した10月8日を「FXの日」と定め、日本記念日協会に登録している。
2004年から提供していたマージンFX（現・ひまわりFX）では、200倍というハイレバレッジのFX口座を提供していた。2011年8月には外国為替証拠金取引（FX取引）の証拠金規制により、レバレッジ25倍へ変更となっている。
2011年（平成23年）、証券事業の赤字が続いていた中で、東日本大震災を原因とする株価の急激な下落により多額の不良債権が発生し、同年3月17日に外国為替証拠金取引とCFD取引を除くサービスの撤退を決める。
2011年12月にISホールディングスグループへ参入。
現在は、店頭外国為替証拠金（FX）取引「ひまわりFX」及び、くりっく株365（取引所CFD）を取り扱う。

## 取扱商品
- ひまわりFX（店頭外国為替証拠金取引（FX取引））
- ループ・イフダン（FX自動売買）
- くりっく株365（取引所CFD取引）
- ループ株365（取引所CFD自動売買）

## 沿革
- 1963年（昭和38年）12月 - 東洋商品株式会社として創業。
- 1967年（昭和42年）6月 - 大和商品株式会社に社名変更。
- 1991年（平成3年）4月 - 大和商品・ダイワ通商・ダイワ貿易の3社合併によりダイワフューチャーズ株式会社となる。
- 1996年（平成8年）12月 - 日本証券業協会（旧・JASDAQ）に株式店頭公開。
- 1998年（平成10年）10月 - 国内初の外国為替証拠金取引（FX取引）「マージンFX（現・ひまわりFX）」を開始。
- 2000年（平成12年）11月 - 証券業登録し、ひまわり証券に社名変更。
- 2002年（平成14年）5月 - 株式移転により持株会社・ひまわりホールディングス株式会社が設立され、旧JASDAQに上場。グループ経営体制に移行。
- 2004年（平成16年）9月 - マージンFXで国内初の手数料0円口座「デイトレ口座」を開始。
- 2005年（平成17年）11月 - 国内初の「証券CFD取引（ひまわりCFD）」を開始。
- 2006年（平成18年）
  - 9月 - 株式のオンライン取引を開始。
  - 12月 - 投資顧問業登録。
- 2007年（平成19年）
  - 8月 - 証券デリバティブ取引で国内初のAPIによる外部アプリケーションとの自動売買接続を開始。
  - 12月 - CI導入により社名ロゴマークのデザインおよびコーポレートカラーを一新。
- 2008年（平成20年）
  - 1月 - 完全自動売買が可能な高機能システムトレード・ツール「ひまわりトレードシグナル」の販売開始。
  - 3月 - 外国為替証拠金取引（FX取引）導入10周年を記念し、10月8日を『FXの日』として日本記念日協会に正式登録。
  - 12月 - 日本初の株価指数先物証拠金割引口座「アクティブ口座」を開始。
- 2009年（平成21年）
  - 6月 - ひまわりFXのシステムトレード自動売買専用口座「シストレ口座」を開始。
  - 7月 - 国内で初めて韓国FX業者とカウンターパーティ契約を締結。取引所FX「大証FX」の取扱いを開始。
  - 10月 - ひまわりFXに高機能取引ツール「ひまわりFX PRO」を導入。
- 2010年（平成22年）
  - 2月 - 低スプレッドFX「ディールFX」を開始。
  - 3月 - 「商品先物取引」の取扱いを開始。
  - 11月 - FX ZERO株式会社を吸収合併。
- 2011年（平成23年）
  - 3月 - 取締役会で外国為替証拠金取引とCFD以外の証券業務から撤退を決議し、即日より決済注文を除くすべての取引を停止する。
  - 4月 - サーバー型かんたんシステムトレード自動売買ツール「エコトレFX」の提供を開始。
  - 12月 - ISホールディングスのグループ会社となる。
- 2012年（平成24年）
  - 1月 -「ひまわりFX」システムリニューアル。
  - 2月 - iPhone専用アプリ「ひまわりFX for iPhone」リリース。
  - 5月 - Android専用アプリ「ひまわりFX for Android」リリース。
- 2013年（平成25年）
  - 7月 - iPad専用アプリ「ひまわりFX for iPad」リリース。
  - 同月 - ひまわりホールディングスがISホールディングスの完全子会社となり上場廃止。
  - 8月 - Androidタブレット専用アプリ「ひまわりFX for Android タブレット」リリース。
  - 10月 - FX15周年　記念サイトリリース。
- 2014年（平成26年）
  - 4月11日 - 店頭CFDが終了し、FX取引のみとなる。
  - 4月 - エコトレFXに「ポートフォリオジェネレーター」機能追加。
  - 7月 - エコトレFXに新売買システム「ループ・イフダン(R)」を追加。
- 2015年（平成27年）3月 - FX取引支援ツール「さきどりテクニカル」リリース。
- 2016年（平成28年）10月 - CI導入により社名ロゴマークのデザインおよびコーポーレートカラーを一新。
- 2018年（平成30年）
  - 1月 - サーバー型かんたん新システムトレード自動売買ツール「ループ・イフダン」の提供を開始。
  - 10月 - FX20周年記念キャンペーンを実施。
  - 10月15日 - くりっく株365（取引所CFD）の取り扱いを開始[2]。
- 2019年（令和元年）8月 - 所在地が港区から中央区に変更。
- 2021年（令和3年）
  - 9月 - 所在地が中央区から千代田区に変更。
  - 9月 - くりっく株365に「金ETFリセット付証拠金取引」「原油ETFリセット付証拠金取引」上場、取扱開始。
- 2022年（令和4年）
  - 2月 - くりっく株365に「NASDAQ-100リセット付証拠金取引」上場、取扱開始。
  - 10月 - iPhone版「新スマートフォンFXアプリ」リリース。
  - 11月 - Android版「新スマートフォンFXアプリ」リリース。
- 2023年（令和5年）9月 - くりっく株365に「ラッセル2000リセット付証拠金取引」「銀ETFリセット付証拠金取引」「プラチナETFリセット付証拠金取引」上場、取扱開始。
- 2024年（令和6年）9月 - くりっく株365に「日経225マイクロリセット付証拠金取引」上場、取扱開始。